# Brittiskt rättsväsen

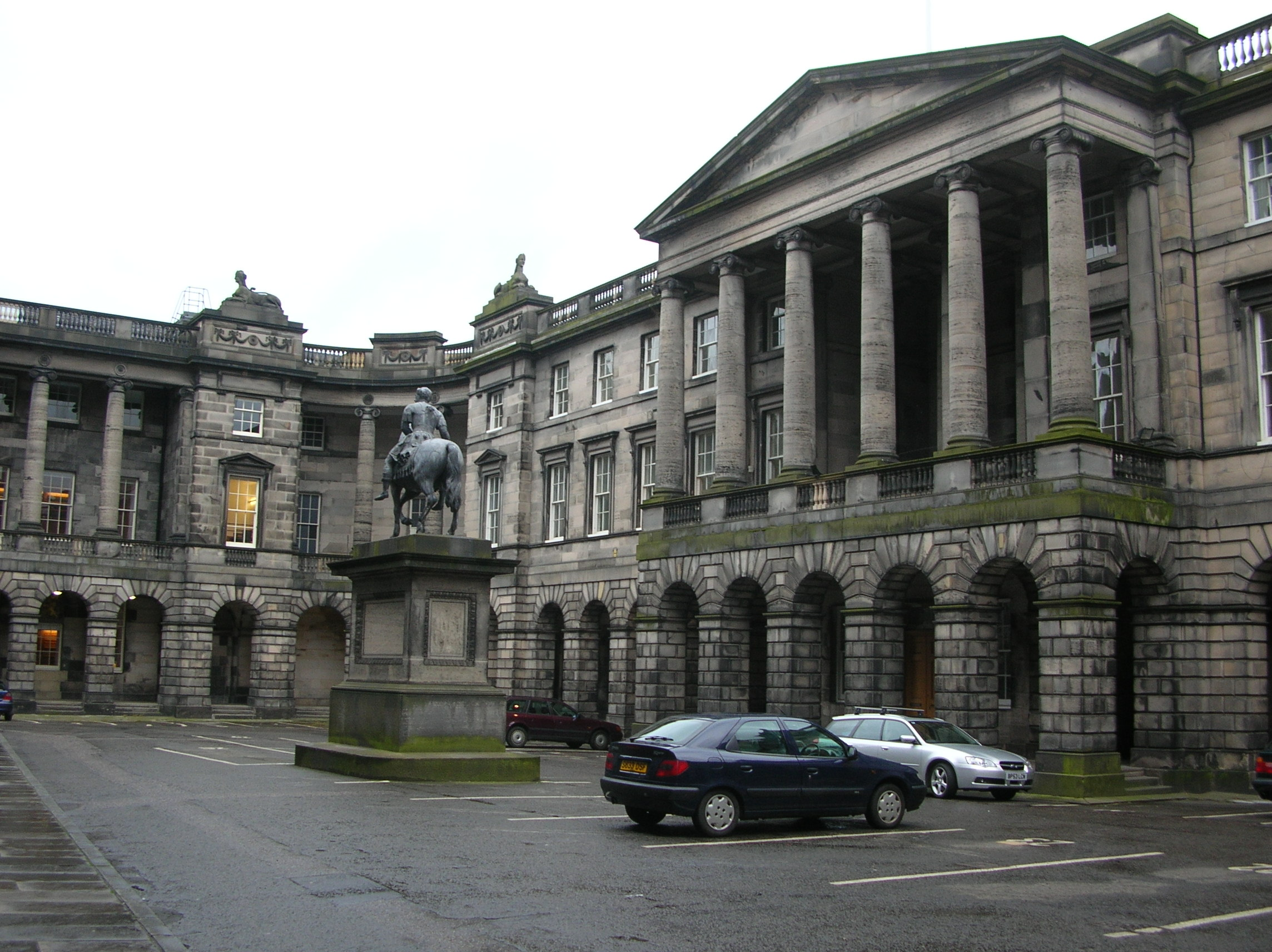
Skottlands högsta domstolar - High Court of Justiciary och Court of Session - ligger i Parliament House i Edinburgh.

Storbritannien har tre olika rättssystem. Engelsk rätt (English law, vilken gäller i både England och Wales) och Nordirlands rätt är baserad på common law. Skotsk rätt (Scots law) är ett hybridsystem, baserat på civil law med beståndsdelar av common law. Acts of Union 1707 garanterar Skottlands separata rättssystem.
För närvarande är House of Lords den högsta appellationsdomstolen för alla straffrättsliga och civila rättsfall i England, Wales och Nordirland, och för civila rättsfall i Skottland. En ny högsta domstol, Supreme Court of the United Kingdom, skapades 2009.
Supreme Court of Judicature of England and Wales består av Court of Appeal, High Court of Justice (för civilrätt) och Crown Court (för straffrätt). I Skottland är huvuddomstolarna Court of Session (för civilrätt) och High Court of Justiciary (för straffrätt), medan skotska sheriff courts motsvarar uppskattningsvis engelska county courts.

## Ingen allmän lagbok
I Storbritannien finns inte någon allmän lagbok, utan denna ersätts av: dels hävdvunna rättsregler, vilka brukar sammanfattas under benämningarna oskriven lag eller common law, dels kungliga förordningar och parlamentsbeslut, s. k. statute law som exempelvis Marlboroughstatutet, dels så kallad equity ("billighet"), rättsregler, som uppkommit genom av lordkanslern fällda mildare domar i fall, där common law var alltför obillig eller otillräcklig, samt dels, i vissa fall, romersk och kanonisk rätt.

## Jury
Ett utmärkande drag för det engelska rättsväsendet är, att i såväl tviste- som brottmål sakfrågans avgörande åligger inte domstolen, utan en jury av 12 (i county courts 8) personer, som måste fatta enhälligt beslut och som i vanliga fall utses genom lottning bland dem, vilka är skyldiga att tjänstgöra såsom jurymän (s. k. common jury eller petty jury), men som i viktigare, huvudsakligen civila tvistemål kan bestå endast av personer ur de förmögnare samhällsklasserna (s. k. special jury).[källa behövs]
I civila mål kan en jury genom enhällig överenskommelse (by consent) besluta, att majoritetens mening skall gälla; i brottmål upprätthålles strängt enhällighetskravet. I praktiken är juryn starkt beroende av domaren, som bland annat bestämmer, vilka frågor som får ställas till vittnena, och i sin sammanfattning av vittnesmålen inför jurymännen vägleder dem om vittnesmålens betydelse för de frågor juryn skall besvara.
För grövre brott får ingen tilltalas utom efter beslut av en åtalsjury (grand jury), bestående av 12-23 jurymän, av vilka 12 måste vara eniga, för att åtal skall ske. I Skottland motsvaras juryn i brottmål av en assize, bestående av 15 medlemmar. Enhällighet krävs där inte, och utslaget kan, förutom på "skyldig" eller "inte skyldig", lyda "icke bevisat", vilket stämplar den åtalade som moraliskt brottslig, fastän ej rättsligen överbevisad. Den skotska civila juryn består av 12 medlemmar; enhällighet krävs ej, och jury anlitas ej i flertalet skotska civilmål. Juryinstitutionen på Irland är i allt väsentligt likartad med den engelska.

## Storbritanniens domstolar
I England är i regel den civila rättskipningen skild från den kriminella. I första instans i brottmål dömer fredsdomarna (i petty sessional courts) samt, i de större städerna, polisdomstolarna och i civila mål county courts; åtskilliga civila och kriminella mål måste dock i första instans behandlas av circuit eller assize courts.
England och Wales, med undantag av London och dess närmaste omgivning, är indelat i 9 kretsar (circuits). De förnämsta platserna i varje krets besöks 4 gånger om året av några commissioners, vilka utses av kronan och vanligen är domare vid King’s bench division av överdomstolen i London (se nedan), men även framstående medlemmar av advokatståndet (king’s counsels) kan ibland erhålla sådana uppdrag. Dessa commissioners håller ting och dömer, vanligen en i civila och en annan i kriminella mål.
Överdomstolen eller Supreme court of judicature är dels appellationsdomstol, dels första instans. Den är delad i två avdelningar, High court of justice och Court of appeal. Den förra arbetar på tre sektioner: Chancery division med lordkansleren såsom ordförande, 
King’s bench division med lord chief justice of England såsom ordförande, samt Probate, divorce and admiralty division.
Från High court of justice kan man vädja till Court of appeal, vilken består av ordförandena i den förras tre sektioner, Master of the rolls (se Master) samt fem andra domare (lord justices) och från vilken vädjas till överhuset. Dettas domsrätt utövas av lordkanslern och lorder (till 1913 fyra), som innehaft eller inneha höga domarämbeten, samt 6 på livstid utsedda lords of appeal. Från kyrko-, amiralitets- och kolonialdomstolar vädjas till Judicial committee of the privy council, nominellt en avdelning av Hemliga rådet och vid domars avkunnande i regel bestående av lordkanslern, lords of appeal in ordinary och sådana medlemmar av Hemliga rådet, som innehaft vissa höga domarämbeten.
I Skottland är rättsväsendet ordnat på ungefär samma sätt som i England. Högsta domstol i civilmål heter där Court of session, högsta domstolen i brottmål High court of justiciary, från den förstnämnda kan vädjas till överhuset.
På Irland är rättskipningen i brottmål nyorganiserad genom 1914 års Criminal justice administration act. Lägsta instans är Court of petty sessions med en eller i vissa mål två domare. I vissa mål utövar denna domstol "summarisk rättskipning", i andra, s. k. "indictable offences", upptar domaren vittnesmålen och hänskjuter sedan målet till högre instans, quarter sessions court eller assize court.
I Dublin, Cork, Belfast, Londonderry och Galway finnas så kallade recorder’s courts, motsvarande ute i grevskapen county courts. Överdomstol är Supreme court of judicature in Ireland, vilken är till organisation likartad med motsvarande engelska överdomstol. I sista hand kan även från irländska domstolar vädjas till överhuset.